# WayForward Technologies
WayForward Technologies, Inc., spesso abbreviata WayForward, è un'azienda statunitense produttrice di videogiochi situata a Valencia, a Santa Clarita, in California. Fondata nel 1990 dall'imprenditore tecnologico Voldi Way, la WayForward pubblicò i suoi primi giochi per Super Nintendo Entertainment System e Sega Mega Drive, insieme a giochi TV e software educativi per PC.
La compagnia pubblicò molti giochi di cui detiene il franchise, incluso Shantae, apparso su Game Boy Color e pubblicato da Capcom, nonché primo capitolo della fortunata serie Shantae.
La WayForward Technologies pubblicò anche giochi destinati a console portatili (Nintendo 3DS e PlayStation Vita) e fisse (Wii e Wii U), per PC e altri titoli sotto licenza per PlayStation Network e Xbox Live.

## Storia
La WayForward Technologies nacque come società indipendente di progettazione di videogiochi nel 1990. Il suo fondatore, Voldi Way, era un tempo il proprietario di una società specializzata nella creazione di software utilizzati nella fabbricazione di lamiere metalliche. All'inizio, l'azienda si focalizzò sulla produzione di software per Super NES, Sega Mega Drive, Game Gear, e Game Boy Color. L'azienda era dedita anche alla creazione di giochi educativi per PC e Leapster. Stando alle parole di Bozon, durante questo periodo, "svolgevamo altri lavori per sovvenzionare il nostro sogno di essere sviluppatori di giochi. Ad esempio, consegnavamo il cibo a domicilio".
Nel 1994, la WayForward strinse una partnership con la American Education Publishing per concentrarsi sullo sviluppo di ulteriori giochi per computer educativi. La collaborazione fra le due società permise alla Wayforward di vincere dei premi per l'innovazione in occasione del Consumer Electronics Show del 1995. Durante questo periodo, la WayForward avviò numerosi progetti, fra cui la creazione di un software educativo con i personaggi dei Muppet.
Durante l'aprile del 1997, la WayForward ricominciò a creare videogiochi, lavorando come "sviluppatore su commissione" che fornisce servizi agli editori di software. L'amministratore delegato della WayForward John Beck dichiarò che l'organizzazione della WayForward si sarebbe mantenuta stabile lavorando costantemente a piccoli progetti. A metà del 2002, la WayForward lanciò Shantae, primo gioco dedicato a un franchise di sua proprietà. Nonostante il plauso della critica, il titolo fu uno degli ultimi usciti per Game Boy Color, ed ebbe pertanto scarso successo commerciale.
Quando all'inizio del 2004 la Nintendo annunciò la futura uscita della Nintendo DS, una console portatile e dotata di due schermi, la WayForward iniziò a lavorare a un nuovo gioco della serie Shantae compatibile con quel dispositivo. Il gioco venne presentato a vari editori, ma nessuno fu disposto a venire ad accordi con l'azienda per pubblicarlo. Nel corso degli anni, la WayForward ha accumulato molto materiale su Shantae, tra cui dei modelli in 3D, e se ne è spesso servita per creare nuove tecnologie o piattaforme di sviluppo. Più tardi, nel 2004, la società venne incaricata dalla THQ di produrre un nuovo chat game chiamato Ping Pals per Nintendo DS. Nonostante il poco tempo a disposizione, la WayForward sfruttò l'opportunità di ottenere dei kit di sviluppo per la piattaforma. Il gioco venne mal accolto dalla maggior parte dei critici, e ottenne una sola recensione positiva. Nel 2006, mentre il Game Boy Advance stava per essere soppiantata da altre console, la società produsse e pubblicò Justice League Heroes: The Flash, che ottenne ottime recensioni. Da allora, la WayForward continuò a sviluppare ulteriori titoli per Nintendo DS come Looney Tunes: Duck Amuck, basato sull'omonimo corto animato della Warner Bros. del 1951. Benché molto atteso durante la sua presentazione alla fiera E3, Duck Amuck ricevette recensioni contrastanti.
Il 19 febbraio 2008, John Beck e Matt Bozon furono relatori all'Independent Games Summit, tenuto in concomitanza con la Game Developers Conference del 2008. In tale circostanza trattarono il tema delle difficoltà riscontrate dalle società di giochi indipendenti. La pubblicazione di LIT venne annunciata il 5 marzo 2008. Il titolo uscì il 9 febbraio 2009 per WiiWare, una sezione del negozio online della Nintendo Wii. La WayForward valutò anche la possibilità di pubblicare un titolo della saga di Shantae per la medesima piattaforma.
Stando a quanto dichiarato nella newsletter online dello Shantae Fan Club durante la primavera del 2009, la WayForward lanciò il personaggio di Alta, una ragazza dai capelli rosa che brandisce uno scettro. Le voci vennero confermate il 9 marzo 2009, quando venne annunciato il lancio di Mighty Flip Champs!, un puzzle-platform solo per DSiWare con protagonista Alta. Un gioco dello stesso tipo intitolato Mighty Milky Way uscì nel 2011 seguito da Mighty Switch Force!, pubblicato il 22 dicembre 2011 soltanto sull'eShop 3DS.
Adventure Time: Hey Ice King! Why'd You Steal Our Garbage?!, primo di una serie di titoli della WayForward tratti dal cartone animato Adventure Time, venne pubblicato il 20 novembre 2012. Nel 2013 uscirono Adventure Time: Esplora i sotterranei perché... ma che ne so!, Regular Show: Mordecai and Rigby in 8-Bit Land, tratto dalla serie Regular Show, e Mighty Switch Force! 2. Un nuovo gioco della saga di Shantae venne annunciato tramite Nintendo Power, Shantae and the Pirate's Curse, pubblicato il 23 ottobre 2014 su Nintendo 3DS e Wii U eShop. Un altro gioco della serie, Shantae: Half-Genie Hero, venne finanziato tramite il sito di crowdfunding Kickstarter e pubblicato nel dicembre del 2016. Il primo giorno d'aprile del 2013, la Wayforward dichiarò per scherzo che stava lavorando a un gioco intitolato Cat Girl Without Salad! I fan della WayForward accolsero positivamente il concept di quel titolo fittizio, e l'azienda decise di realizzare il vero Cat Girl Without Salad!, che vedrà la luce su Humble Bundle nel mese di giugno del 2016.

## Titoli sviluppati (elenco parziale)
| Anno | Titolo                                                  | Piattaforme                                                                                   |
| ---- | ------------------------------------------------------- | --------------------------------------------------------------------------------------------- |
| 1994 | Mickey's Ultimate Challenge                             | Sega Mega Drive, Super Nintendo, Game Gear, Game Boy, Sega Master System                      |
| 2000 | Xtreme Sports                                           | Game Boy Color                                                                                |
| 2002 | Shantae                                                 | Game Boy Color (con supporto al Game Boy Advance), Switch                                     |
| 2002 | Godzilla: Domination                                    | Game Boy Advance                                                                              |
| 2004 | Ping Pals                                               | Nintendo DS                                                                                   |
| 2010 | Shantae: Risky's Revenge                                | DSiWare, iOS, PlayStation 4, PC, Wii U, Switch, Xbox One                                      |
| 2011 | Mighty Switch Force!                                    | Nintendo 3DS                                                                                  |
| 2012 | Mighty Switch Force! Hyper Drive Edition                | Wii U, PC                                                                                     |
| 2013 | I Puffi 2: Il Videogioco                                | PlayStation 3, Xbox 360, Wii, Wii U                                                           |
| 2013 | DuckTales: Remastered                                   | PlayStation 3, Xbox 360, Wii U, PC, iOS, Android, Windows Phone                               |
| 2013 | Mighty Switch Force! 2                                  | Wii U, Nintendo 3DS                                                                           |
| 2013 | Adventure Time Explore The Dungeon Because I Don't Know | Nintendo 3DS, Xbox 360                                                                        |
| 2014 | Shantae and the Pirate's Curse                          | Wii U, Nintendo 3DS, PC, Wii U, Amazon Fire TV, Xbox One, PlayStation 4, Switch               |
| 2015 | Watch Quest! Heroes of Time                             | Apple Watch                                                                                   |
| 2015 | Mighty Switch Force! Academy                            | Windows                                                                                       |
| 2015 | Lit                                                     | iOS, Android                                                                                  |
| 2016 | Shantae: Half-Genie Hero                                | Wii U, PlayStation 3, PlayStation 4, PlayStation Vita, Xbox 360, Xbox One, PC, Switch, Stadia |
| 2019 | Shantae and the Seven Sirens                            | iOS, macOS, PC, Switch, PlayStation 4, Xbox One                                               |
| 2019 | River City Girls                                        | PlayStation 4, PlayStation 5, Xbox One, Windows, Nintendo Switch                              |
| 2020 | Vitamin Connection                                      | Nintendo Switch                                                                               |
| 2020 | Trollhunters: i Difensori di Arcadia                    | PlayStation 4, Xbox One, Windows, Nintendo Switch                                             |
| 2020 | Bakugan: Champions of Vestroia                          | Nintendo Switch                                                                               |
| 2021 | BloodRayne Betrayal: Fresh Bites                        | PlayStation 4, PlayStation 5, Xbox One, Xbox Series X/S, Windows, Nintendo Switch             |
| 2022 | River City Girls Zero                                   | PlayStation 4, Xbox One, Nintendo Switch                                                      |
| 2022 | Dawn of the Monsters                                    | PlayStation 4, PlayStation 5, Xbox One, Xbox Series X/S, Windows, Nintendo Switch             |
| 2022 | River City Girls 2                                      | PlayStation 4, PlayStation 5, Xbox One, Xbox Series X/S, Windows, Nintendo Switch             |
| 2022 | RWBY: Arrowfell                                         | PlayStation 4, PlayStation 5, Xbox One, Xbox Series X/S, Windows, Nintendo Switch             |
| 2023 | Lunark                                                  | Windows, Xbox One, Xbox Series X/S, Nintendo Switch                                           |
| 2023 | Advance Wars 1+2: Re-Boot Camp                          | Nintendo Switch                                                                               |